# James Yukich
James Yukich est un réalisateur, producteur et monteur américain.

## Filmographie
Comme réalisateur
- 1984 : Berlin Video 45 (vidéo)
- 1985 : Iron Maiden: Live After Death (vidéo)
- 1986 : Alive Now! (TV)
- 1987 : Funny, You Don't Look 200: A Constitutional Vaudeville (TV)
- 1988 : Ron Reagan Is the President's Son (TV)
- 1988 : The Return of Bruno
- 1988 : The New Homeowner's Guide to Happiness (vidéo)
- 1988 : Genesis: Live at Wembley Stadium (vidéo)
- 1989 : Liberian Girl - Michael Jackson (vidéo)
- 1989 : Mike + The Mechanics: A Closer Look (vidéo)
- 1990 : Phil Collins: The Singles Collection (vidéo)
- 1990 : Dennis Miller: Black and White (TV)
- 1991 : Bruce Dickinson: Dive, Dive, Dive (vidéo)
- 1992 : 3 1/2 Blocks from Home
- 1992 : The 1992 Billboard Music Awards (TV)
- 1993 : Dennis Miller: They Shoot HBO Specials, Don't They? (TV)
- 1993 : Bowie: The Video Collection (vidéo)
- 1993 : The 1993 Billboard Music Awards (TV)
- 1994 : Double Dragon
- 1996 : Wynonna: Revelations (TV)
- 1996 : Farm Aid '96 (TV)
- 1996 : Loveline (série TV)
- 1997 : Meet Hanson (TV)
- 1998 : A Fare to Remember
- 1999 : LFO Live from Orlando (TV)
- 2000 : Winning Lines (série TV)
- 2001 : Iron Chef USA: Showdown in Las Vegas (TV)
- 2001 : Genesis: The Way We Walk - Live in Concert (vidéo)
- 2003 : The Raw Feed (TV)

Comme producteur
- 1997 : Meet Hanson (TV)
- 2002 : Best of Bowie (vidéo)

Comme monteur
- 1992 : 3 1/2 Blocks from Home
- 2001 : Iron Chef USA: Showdown in Las Vegas (TV)